# Philopterus hanzaki
Philopterus hanzaki är en insektsart som beskrevs av Balát 1955. Philopterus hanzaki ingår i släktet fjäderlingar, och familjen fjäderlöss. Arten är reproducerande i Sverige.